# Graafadders
Graafadders, ook wel moladders (Atractaspis) zijn een geslacht van slangen uit de familie Atractaspididae.

## Naam en indeling
De wetenschappelijke naam van de groep werd voor het eerst voorgesteld door Andrew Smith in 1849. Er zijn 22 soorten, inclusief de pas in 2019 beschreven Atractaspis branchi.
De soorten werden lange tijd tot de familie adders (Viperidae) gerekend, en later tot de familie Lamprophiidae, maar dit wordt beschouwd als achterhaald. In de Engelse taal worden de dieren aangeduid met 'stilettoslangen' door hun lange tanden.

## Uiterlijke kenmerken
Graafadders zien er niet uit als adders vanwege de relatief kleine kop die moeilijk van het lichaam te onderscheiden is, en door de kleine ogen die een ronde pupil hebben. Het lichaam is slank gebouwd en heeft een onopvallende bruine tot grijsbruine kleur. De lichaamslengte bedraagt ongeveer 40 tot 70 centimeter. De giftanden zijn buitengewoon lang wat nog eens versterkt wordt door de kleine kop.

## Levenswijze
Graafadders brengen een groot deel van hun leven ondergronds door, of in verlaten termietennesten. De vrouwtjes zetten eieren af in kleine legsels van drie tot acht eieren. Op het menu staan voornamelijk andere reptielen zoals hagedissen (skinken), kleinere slangen en ook zoogdieren zoals knaagdieren en amfibieën als kikkers worden buitgemaakt.
Als de dieren worden opgepakt, kunnen ze met een zijwaartse slag van de kop een giftand in de huid brengen. Graafslangen lijken op ongevaarlijke soorten slangen maar ondanks hun onschuldig ogende uiterlijk zijn alle soorten graafadders zeer giftig. Het gif kan weefselafsterving (necrose) veroorzaken en er zijn geen antigiffen bekend. Veel gifslangen worden door biologen vlak achter de kop vastgepakt om de giftanden te vermijden, maar bij deze soorten steken de giftanden achterwaarts uit de mond terwijl deze gesloten is. Hierdoor kan de slang bij deze vorm van hanteren toch gemakkelijk bijten en dit heeft bij beginnende herpetologen al vele beten veroorzaakt. In de streken waar de graafadders van nature voorkomen zijn ze verantwoordelijk voor het grootste deel van alle slangenbeten.

## Verspreiding en habitat
Alle soorten komen voor in delen van Afrika en het Midden-Oosten en leven in de landen Senegal, Gambia, Mali, Burkina Faso, Sierra Leone, Guinea, Guinee-Bissau, Ivoorkust, Ghana, Togo, Benin, Congo-Kinshasa, Oeganda, Tanzania, Mali, Centraal-Afrikaanse Republiek, Kameroen, Nigeria, Liberia, Arabisch Schiereiland, Oman, Jemen, Congo-Brazzaville, Gabon, Namibië, Angola, Zambia, Liberia, Botswana, Zuid-Afrika, Israël, Sinaï, Jordanië, Saoedi-Arabië, Libanon, Somalië, Kenia, Ethiopië, Equatoriaal-Guinea, Rwanda en Tsjaad.
De habitat bestaat uit droge savannen, vochtige tropische en subtropische bossen, tropische en subtropische droge bossen, scrublands en grasland. Ook in door de mens aangepaste streken zoals akkers en landelijke tuinen kunnen de dieren worden aangetroffen.

## Beschermingsstatus
Door de internationale natuurbeschermingsorganisatie IUCN is aan vijftien soorten een beschermingsstatus toegewezen. Twaalf soorten worden beschouwd als 'veilig' (Least Concern of LC) en drie soorten als 'onzeker' (Data Deficient of DD).

## Soorten
Het geslacht omvat de volgende soorten, met de auteur en het verspreidingsgebied.
| Naam                                                  | Auteur                                                                       | Verspreidingsgebied |
| ----------------------------------------------------- | ---------------------------------------------------------------------------- | --- |
| Atractaspis andersonii                                | Boulenger, 1905                                                              | Arabisch Schiereiland, Oman, Jemen |
| Atractaspis aterrima                                  | Günther, 1863                                                                | Senegal, Gambia, Mali, Burkina Faso, Sierra Leone, Guinea, Guinee-Bissau, Ivoorkust, Ghana, Togo, Benin, Congo-Kinshasa, Oeganda, Tanzania, Mali, Centraal-Afrikaanse Republiek, Kameroen, Nigeria, Liberia                   |
| Atractaspis battersbyi                                | de Witte, 1959                                                               | Congo-Kinshasa, Congo-Brazzaville |
| Zuidelijke graafadder (Atractaspis bibronii)          | Smith, 1849                                                                  | Zuid-Afrika, Swaziland, Namibië, Angola, Kenia, Botswana, Somalië, Zimbabwe, Mozambique, Zambia, Malawi, Tanzania, Zanzibar, Congo-Kinshasa                                                                                   |
| Atractaspis boulengeri                                | Mocquard, 1897                                                               | Gabon, Kameroen, Congo-Kinshasa, Congo-Brazzaville, Centraal-Afrikaanse Republiek, Angola |
| Atractaspis branchi                                   | Rödel, Kucharzewski, Mahlow, Chirio, Pauwels, Carlino, Sambolah & Glos, 2019 | Liberia |
| Atractaspis congica                                   | Peters, 1877                                                                 | Namibië, Angola, Zambia, Congo-Kinshasa, Congo-Brazzaville, Kameroen |
| Atractaspis corpulenta                                | Hallowell, 1854                                                              | Kameroen, Gabon, Congo-Kinshasa, Congo-Brazzaville, Ivoorkust, Ghana, Centraal-Afrikaanse Republiek, Sierra Leone, Nigeria |
| Atractaspis dahomeyensis                              | Bocage, 1887                                                                 | Guinea, Ivoorkust, Ghana, Togo, Benin, Nigeria, Kameroen, Burkina Faso, Mali, Gambia |
| Atractaspis duerdeni                                  | Gough, 1907                                                                  | Namibië, Botswana, Zuid-Afrika |
| Israëlische graafadder (Atractaspis engaddensis)      | Haas, 1950                                                                   | Israël, Sinaï, Jordanië, Saoedi-Arabië, Libanon |
| Atractaspis engdahli                                  | Lönnberg & Andersson, 1913                                                   | Somalië, Kenia |
| Atractaspis fallax                                    | Peters, 1867                                                                 | Ethiopië, Somalië, Kenia |
| Gewone graafadder (Atractaspis irregularis)           | Reinhardt, 1843                                                              | Guinea, Liberia, Ivoorkust, Ghana, Togo, Nigeria, Equatoriaal-Guinea, Congo-Kinshasa, Congo-Brazzaville, Angola, Ethiopië, Eritrea, Kenia, Tanzania, Oeganda, Rwanda, Soedan, Centraal-Afrikaanse Republiek, Kameroen, Gambia |
| Atractaspis leucomelas                                | Boulenger, 1895                                                              | Ethiopië, Somalië |
| Atractaspis magrettii                                 | Scortecci, 1928                                                              | Ethiopië, Eritrea, Soedan |
| Kleinschubbige graafadder (Atractaspis microlepidota) | Günther, 1866                                                                | Senegal, Gambia, Mauritanië, Mali |
| Atractaspis micropholis                               | Günther, 1872                                                                | Burkina Faso, Niger, Mali, Nigeria |
| Atractaspis phillipsi                                 | Barbour, 1913                                                                | Soedan |
| Atractaspis reticulata                                | Sjöstedt, 1896                                                               | Kameroen, Gabon, Congo-Kinshasa, Congo-Brazzaville, Equatoriaal-Guinea, Centraal-Afrikaanse Republiek |
| Atractaspis scorteccii                                | Parker, 1949                                                                 | Somalië, Ethiopië |
| Atractaspis watsoni                                   | Boulenger, 1908                                                              | Mauritanië, Senegal, Mali, Burkina Faso, Niger, Nigeria, Kameroen, Tsjaad, Centraal-Afrikaanse Republiek, Benin |